# Музей тотемов (Аляска)
Музей тотемов (англ. Totem Heritage Center) хранит наибольшую коллекцию индейских тотемных столбов конца XIX века. Тотемы были свезены в музей из тлинкитской деревни Вилидж Айленд (англ. Village Island), Тонгесс Айленд (англ. Tongass Island) южнее Кетчикана и из деревни Олд-Касаан (англ. Old Kasaan) индейцев-хайда. Музей, как культурный центр основан в 1976 году. 16 из 33 тотемов находятся в постоянной экспозиции, остальные заняты в исследовательских работах.
Необычен тотем с бородой — результат коммуникаций с русскими в период Русской Америки.
Также в музее представлены объекты археологического и культурного наследия тлинкитов, хайда и цимшианов, включая всемирно известных тлинкитского резчика Натана Джексона (Nathan Jackson) и ткачиху Долорес Черчилль (Delores Churchill). Здесь также ведутся творческие классы.
Музей открыт для туристов ежегодно с 8 утра до 17 часов вечера (выходные — сб., вс.) с расширенным временным промежутком в летний сезон. Оплата за вход — 5 долларов.

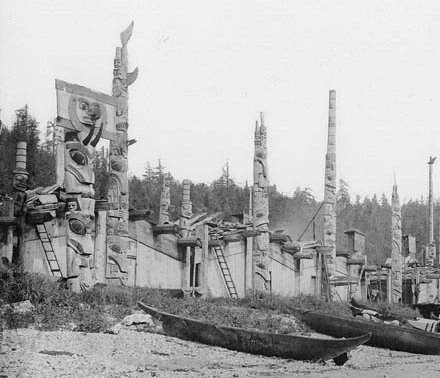
Тотемные столбы индейцев хайда
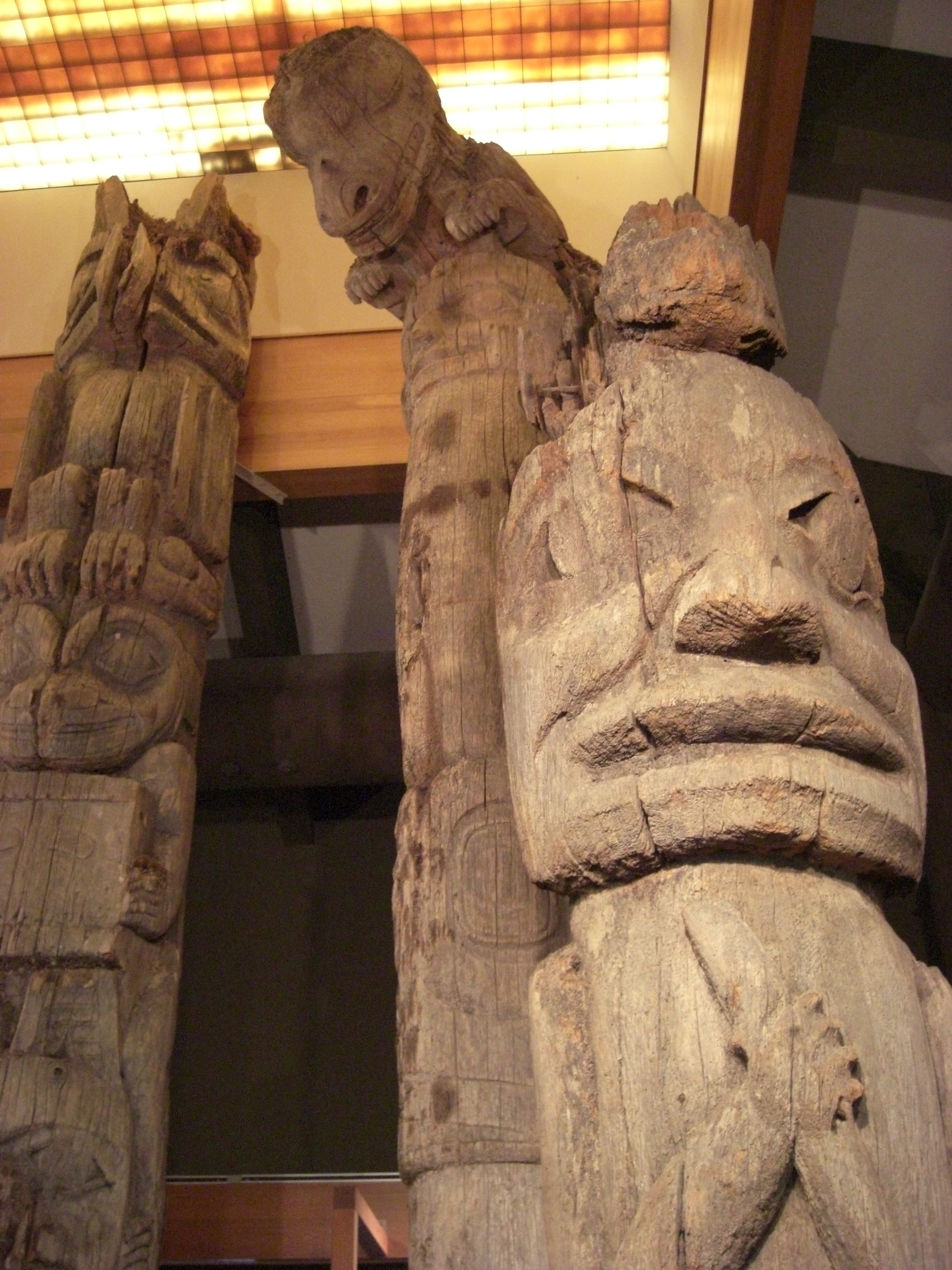
три тотема в музее